# 宮島豊
宮島 豊（みやじま ゆたか）は、日本のミュージシャン。長野県長野市生まれ、長男。実家は和菓子屋。

## 来歴
- 15歳の時、ギターを初めて手にする。
- 高校卒業と同時に長野県長野市から上京、複数のバンドでボーカル、ギターとして活躍する。
- 2013年末に自身のバンドが解散。ソロ活動をスタートする。
- ほたる日和のギタリストも務める。
- killer camel miyajima(キラーキャメル宮島)名義でMV監督、Animatorとしても活動している。

## 人物
- 活動のテーマは「メインではない物のピックアップ。そして良い意味での足止め。」
- アイリッシュな雰囲気を感じさせるアコースティックギター弾き語りのスタイルが特徴。
- 楽曲は自身で作詞作曲を行い、作曲は主にギターで行う。
- 趣味はサッカー

## 作品

### アルバム
|              | 発売日        | タイトル   |
| ------------ | ------------- | ---------- |
| ミニアルバム | 2015年1月28日 | in my room |